# Who Wants to Be a Millionaire? (США)
«Who Wants to Be a Millionaire?» — американская телеигра, где каждый участник с помощью своей эрудиции мог заработать 1 миллион долларов. Игра выходит с 16 августа 1999 года. С января 2020 года телеигра возвращается с новым ведущим, Джимми Киммелом (из одноимённого ночного ток-шоу). Первый выпуск обновлённого шоу вышел 8 апреля.

## Денежное «дерево»

### 1999—2004; 2020-н.в.
| Номер вопроса | Стоимость  |
| ------------- | ---------- |
| 15            | $1.000.000 |
| 14            | $500.000   |
| 13            | $250.000   |
| 12            | $125.000   |
| 11            | $64.000    |
| 10            | $32.000    |
| 9             | $16.000    |
| 8             | $8.000     |
| 7             | $4.000     |
| 6             | $2.000     |
| 5             | $1.000     |
| 4             | $500       |
| 3             | $300       |
| 2             | $200       |
| 1             | $100       |

### 2004—2009
| Номер вопроса | Стоимость  |
| ------------- | ---------- |
| 15            | $1.000.000 |
| 14            | $500.000   |
| 13            | $250.000   |
| 12            | $100.000   |
| 11            | $50.000    |
| 10            | $25.000    |
| 9             | $16.000    |
| 8             | $8.000     |
| 7             | $4.000     |
| 6             | $2.000     |
| 5             | $1.000     |
| 4             | $500       |
| 3             | $300       |
| 2             | $200       |
| 1             | $100       |

### 2009—2010
| Номер вопроса | Стоимость  |
| ------------- | ---------- |
| 15            | $1.000.000 |
| 14            | $500.000   |
| 13            | $250.000   |
| 12            | $100.000   |
| 11            | $50.000    |
| 10            | $25.000    |
| 9             | $15.000    |
| 8             | $12.500    |
| 7             | $10.000    |
| 6             | $7.500     |
| 5             | $5.000     |
| 4             | $3.000     |
| 3             | $2.000     |
| 2             | $1.000     |
| 1             | $500       |

### 2010—2015 (формат смешанных сумм (Шаффл, англ. Shuffle)
| Номер вопроса | Стоимость                                                                                       |
| ------------- | ----------------------------------------------------------------------------------------------- |
| 14            | $1.000.000                                                                                      |
| 13            | $500.000                                                                                        |
| 12            | $250.000                                                                                        |
| 11            | $100.000                                                                                        |
| 10            | Случайные суммы ($100, $500, $1.000, $2.000, $3.000, $5.000, $7.000, $10.000, $15.000, $25.000) |
| 9             | Случайные суммы ($100, $500, $1.000, $2.000, $3.000, $5.000, $7.000, $10.000, $15.000, $25.000) |
| 8             | Случайные суммы ($100, $500, $1.000, $2.000, $3.000, $5.000, $7.000, $10.000, $15.000, $25.000) |
| 7             | Случайные суммы ($100, $500, $1.000, $2.000, $3.000, $5.000, $7.000, $10.000, $15.000, $25.000) |
| 6             | Случайные суммы ($100, $500, $1.000, $2.000, $3.000, $5.000, $7.000, $10.000, $15.000, $25.000) |
| 5             | Случайные суммы ($100, $500, $1.000, $2.000, $3.000, $5.000, $7.000, $10.000, $15.000, $25.000) |
| 4             | Случайные суммы ($100, $500, $1.000, $2.000, $3.000, $5.000, $7.000, $10.000, $15.000, $25.000) |
| 3             | Случайные суммы ($100, $500, $1.000, $2.000, $3.000, $5.000, $7.000, $10.000, $15.000, $25.000) |
| 2             | Случайные суммы ($100, $500, $1.000, $2.000, $3.000, $5.000, $7.000, $10.000, $15.000, $25.000) |
| 1             | Случайные суммы ($100, $500, $1.000, $2.000, $3.000, $5.000, $7.000, $10.000, $15.000, $25.000) |

### 2015—2019
| Номер вопроса | Стоимость  |
| ------------- | ---------- |
| 14            | $1.000.000 |
| 13            | $500.000   |
| 12            | $250.000   |
| 11            | $100.000   |
| 10            | $50.000    |
| 9             | $30.000    |
| 8             | $20.000    |
| 7             | $10.000    |
| 6             | $7.000     |
| 5             | $5.000     |
| 4             | $3.000     |
| 3             | $2.000     |
| 2             | $1.000     |
| 1             | $500       |

### Супер-Миллионер (англ. Super Millionaire) (2004)
| Номер вопроса | Стоимость   |
| ------------- | ----------- |
| 15            | $10.000.000 |
| 14            | $5.000.000  |
| 13            | $2.500.000  |
| 12            | $1.000.000  |
| 11            | $500.000    |
| 10            | $100.000    |
| 9             | $50.000     |
| 8             | $30.000     |
| 7             | $20.000     |
| 6             | $10.000     |
| 5             | $5.000      |
| 4             | $4.000      |
| 3             | $3.000      |
| 2             | $2.000      |
| 1             | $1.000      |

#### Джекпот
Одно время в американской версии игры использовалась «накопительная» система главного приза. После каждой игры, в которой он не был выигран, к нему добавлялась сумма в $ 10 000.

## Подсказки
- 50 на 50 (1999—2008, 2015—2019, 2020-н.в.) — компьютер убирает два неправильных ответа.
- Звонок другу (1999—2010, 2020-н.в.) — игроку даётся 30 секунд, чтобы посоветоваться с другом насчёт правильного ответа.
- Помощь аудитории (1999—2019, 2024  - н.в.) — зрители в зале голосуют за правильный вариант ответа.
- Помощь Ведущего (Ask The Host) (2020 — н.в.) — позволяет игроку задать свой вопрос ведущему.
- Замена вопроса (2004—2008) — игрок заменяет вопрос один на другой с той же сложностью. Появляется после прохождения 10-ти вопросов.
- Три мудреца (2004) — «Мудрецам» даётся 30 секунд, чтобы дать игроку предполагаемый вариант ответа
- Двойная попытка (2004, 2008—2010) — игрок может дать два ответа, в случае если первый окажется неправильным.
- Помощь эксперта (2008—2010) — звонок «Экспертам», людям разных профессии
- Пропуск вопроса (англ. Jump) (2010—2015) — во время использования подсказки игрок пропускает ответ на текущий вопрос и переходит уже к следующему. При этом сумма за пропущенный вопрос "сгорает".
- +1 (2014—2019) — помощь болельщика, который должен помочь при выборе правильного ответа

## Статистика выигрышей

### Победители
- John Carpenter, выигрыш $ 1 миллион (самый первый победитель телеигровой франшизы), дата эфира 19 ноября 1999
- Dan Blonsky, выигрыш $ 1 миллион, дата эфира 18 января 2000
- Joe Trela, выигрыш $ 1 миллион, дата эфира 23 марта 2000
- Bob House, выигрыш $ 1 миллион, дата эфира 13 июня 2000
- Kim Hunt, выигрыш $ 1 миллион, дата эфира 6 июля 2000
- David Goodman, выигрыш $ 1 миллион, дата эфира 11 июля 2000
- Kevin Olmstead, выигрыш $ 2 180 000, дата эфира 10 апреля 2001
- Bernie Cullen, выигрыш $ 1 миллион, дата эфира 15 апреля 2001
- Ed Toutant, выигрыш $ 1 860 000, дата эфира 7 сентября 2001
- Kevin Smith, выигрыш $ 1 миллион, дата эфира 18 февраля 2003
- Nancy Christy, выигрыш $ 1 миллион, дата эфира 9 мая 2003
- Sam Murray, выигрыш $ 1 миллион, дата эфира 20 ноября 2009
- Дэвид Чанг, выигрыш $ 1 миллион, дата эфира 29 ноября 2020
- *Айк и Алан Барингольтц*, выигрыш $ 1 миллион, дата эфира 14 августа 2024

### Крупные выигрыши

#### Обладатели полумиллиона долларов США ($500,000)
- Michael Shutterly, дата эфира 25 августа 1999
- David Fite, дата эфира 10 января 2000
- Rob Coughlin, дата эфира 23 января 2000
- Stephanie Girardi, дата эфира 17 февраля 2000
- Mike Menz, дата эфира 24 апреля 2000
- Drew Carey, дата эфира 2 мая 2000
- Rosie O’Donnell, дата эфира 3 мая 2000
- Tim Shields, дата эфира 14 мая 2000
- Tom O’Brien, дата эфира 11 июня 2000
- Joe Kelleher, дата эфира 23 июля 2000
- Phil Gibbons, дата эфира 15 августа 2000
- Patricia Thompson, дата эфира 8 ноября 2000
- Norm Macdonald, дата эфира 12 ноября 2000
- Justin Ray Castillo, дата эфира 26 ноября 2000
- Jim Matthews, дата эфира 6 декабря 2000
- Gary Gambino, дата эфира 1 марта 2001
- David Stewart, дата эфира 1 апреля 2001
- Steve Perry, дата эфира 22 апреля 2001
- Moe Cain, дата эфира 1 мая 2001
- Rob y Mary Beth McNally, дата эфира 17 мая 2001
- Tom Hoobler, дата эфира 5 июня 2001
- Mary Burke, дата эфира 14 июня 2001
- Armand Kachigian, дата эфира 9 мая 2003
- Jeff Gross, дата эфира 19 ноября 2004
- Ogi Ogas, дата эфира 8 ноября 2006
- Lyn Payne, дата эфира 1 ноября 2007
- Charles Esten, дата эфира 21 ноября 2013

#### Обладатели четверти миллиона долларов США ($250,000)
- Doug Van Gundy, дата эфира 19-20 августа 1999
- Gary Levine, дата эфира 12 ноября 1999
- Toby Moore, дата эфира 17-18 ноября 1999
- Matt Marcotte, дата эфира 20 ноября 1999
- Neil Larrimore, дата эфира 24 ноября 1999
- Joe Roberts, дата эфира 9 января 2000
- Michael Avitzur, дата эфира 15 февраля 2000
- Dan Demars, дата эфира 20 февраля 2000
- David Forman, дата эфира 24 февраля 2000 и 21 май 2000
- Kevin Simcox, дата эфира 9-12 Март 2000
- Al Schaeffer, дата эфира 16 Март 2000
- Ian Reifowitz, дата эфира 30 Март-2 апреля 2000
- David Rice, дата эфира 4-6 апреля 2000
- Tom Ashton, дата эфира 13-16 апреля 2000
- Chris Barker, дата эфира 23 апреля 2000
- Queen Latifah, дата эфира 3-4 мая 2000
- Jason Dickinson, дата эфира 10 мая 2000
- John Carpenter, дата эфира 24-25 май 2000
- Christopher Ruth, дата эфира 27-29 августа 2000
- Alec Baldwin, дата эфира 12 ноября 2000
- Peter Braxton, дата эфира 8 февраля 2001
- Adam Edgell, дата эфира 27-29 апреля 2001
- Meredith Vieira, дата эфира 17 декабря 2001
- Carlos Giron, дата эфира апрель 2009

### Крупные проигрыши
- Mark McDermott (14-й вопрос), проигрыш — $218,000, дата эфира 13 января 2000
- Lawrence Caplan (14-й вопрос), проигрыш — $218,000, дата эфира 15 января 2000
- Rudy Reber (14-й вопрос), проигрыш — $218,000, дата эфира 24 февраля 2000
- Richard Klimkiewicz (14-й вопрос), проигрыш — $218,000, дата эфира 2 Март 2000
- David Duchovny (14-й вопрос), проигрыш — $218,000, дата эфира 5 май 2000
- Kati Knudsen (14-й вопрос), проигрыш — $218,000, дата эфира 30 июля 2000
- Nick Meyer (14-й вопрос), проигрыш — $218,000, дата эфира 17 августейший 2000
- Raymelle Greening (14-й вопрос), проигрыш — $218,000, дата эфира 28 января 2001
- Bob Edgeworth (14-й вопрос), проигрыш — $218,000, дата эфира 25 октября 2002
- Rod Martin (14-й вопрос), проигрыш — $218,000, дата эфира 16 июня 2003
- Ava Johnson (14-й вопрос), проигрыш — $225,000, дата эфира 2 декабря 2004
- Ken Basin (15-й вопрос, турнир к 10-летию американской версии игры), проигрыш — $475,000, дата эфира 23 августа 2009
- Chris Ngoon (14-й вопрос), проигрыш — $225,000, дата эфира 30 октября 2013
- Justin Peters (14-й вопрос), проигрыш — $225,000, дата эфира 2 февраля 2015